# Lista över countyn i Alabama

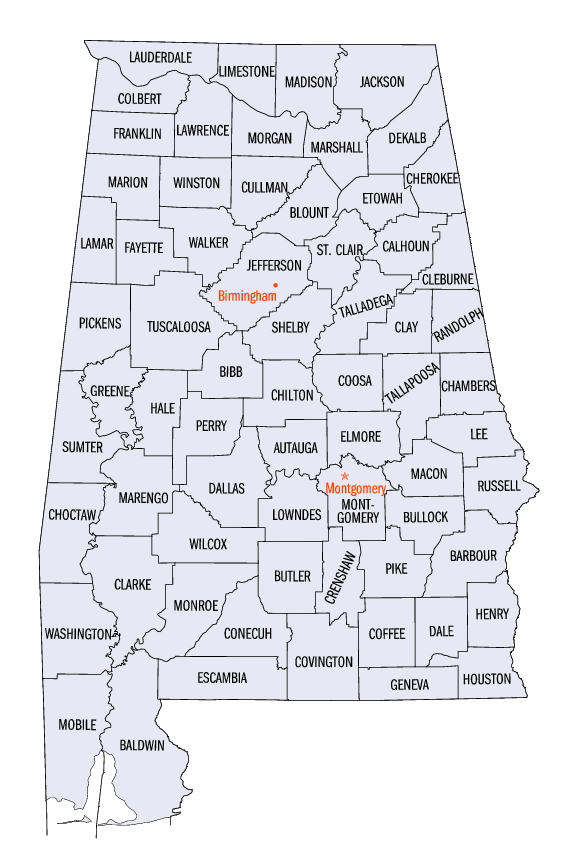
Alamabas countyn.

Detta är en lista över de 67 countyn som finns i delstaten Alabama i USA. 
På grund av utformningen av Alabamas konstitution har bara sju av Alabamas countyn (Jefferson, Lee, Mobile, Madison, Montgomery, Shelby och Tuscaloosa) begränsat självstyre. Övriga countyn måste gå till delstatens lagstiftande församling för att stadfästa lokala beslut. Det här gör att delstaten ägnar en stor del av sin tid åt lokala ärenden istället för att koncentrera sig på ärenden som omfattar hela delstaten. Som en konsekvens av detta berör en tredjedel av de över 700 tilläggen till Alabamas konstitution väldigt lokala ärenden. Ett par exempel är tillägg 351 som ger Mobile County rätt att ta ut skatt för skadedjursbekämpning och tillägg nummer 647 som ger loppmarknader rätt att ha öppet på söndagar i Etowah County.
| County            | Centralort (County Seat) | Grundat |
| ----------------- | ------------------------ | ------- |
| Autauga County    | Prattville               | 1818    |
| Baldwin County    | Bay Minette              | 1809    |
| Barbour County    | Clayton                  | 1832    |
| Bibb County       | Centreville              | 1818    |
| Blount County     | Oneonta                  | 1818    |
| Bullock County    | Union Springs            | 1866    |
| Butler County     | Greenville               | 1819    |
| Calhoun County    | Anniston                 | 1832    |
| Chambers County   | La Fayette               | 1832    |
| Cherokee County   | Centre                   | 1836    |
| Chilton County    | Clanton                  | 1868    |
| Choctaw County    | Butler                   | 1847    |
| Clarke County     | Grove Hill               | 1812    |
| Clay County       | Ashland                  | 1866    |
| Cleburne County   | Heflin                   | 1866    |
| Coffee County     | Elba                     | 1841    |
| Colbert County    | Tuscumbia                | 1867    |
| Conecuh County    | Evergreen                | 1818    |
| Coosa County      | Rockford                 | 1832    |
| Covington County  | Andalusia                | 1821    |
| Crenshaw County   | Luverne                  | 1866    |
| Cullman County    | Cullman                  | 1877    |
| Dale County       | Ozark                    | 1824    |
| Dallas County     | Selma                    | 1818    |
| DeKalb County     | Fort Payne               | 1836    |
| Elmore County     | Wetumpka                 | 1866    |
| Escambia County   | Brewton                  | 1868    |
| Etowah County     | Gadsden                  | 1866    |
| Fayette County    | Fayette                  | 1824    |
| Franklin County   | Russellville             | 1818    |
| Geneva County     | Geneva                   | 1868    |
| Greene County     | Eutaw                    | 1819    |
| Hale County       | Greensboro               | 1867    |
| Henry County      | Abbeville                | 1819    |
| Houston County    | Dothan                   | 1903    |
| Jackson County    | Scottsboro               | 1819    |
| Jefferson County  | Birmingham               | 1819    |
| Lamar County      | Vernon                   | 1867    |
| Lauderdale County | Florence                 | 1818    |
| Lawrence County   | Moulton                  | 1818    |
| Lee County        | Opelika                  | 1866    |
| Limestone County  | Athens                   | 1818    |
| Lowndes County    | Hayneville               | 1830    |
| Macon County      | Tuskegee                 | 1832    |
| Madison County    | Huntsville               | 1808    |
| Marengo County    | Linden                   | 1818    |
| Marion County     | Hamilton                 | 1818    |
| Marshall County   | Guntersville             | 1836    |
| Mobile County     | Mobile                   | 1812    |
| Monroe County     | Monroeville              | 1815    |
| Montgomery County | Montgomery               | 1816    |
| Morgan County     | Decatur                  | 1818    |
| Perry County      | Marion                   | 1819    |
| Pickens County    | Carrollton               | 1820    |
| Pike County       | Troy                     | 1821    |
| Randolph County   | Wedowee                  | 1832    |
| Russell County    | Phenix City              | 1832    |
| Shelby County     | Columbiana               | 1818    |
| St. Clair County  | Ashville, Pell City      | 1818    |
| Sumter County     | Livingston               | 1832    |
| Talladega County  | Talladega                | 1832    |
| Tallapoosa County | Dadeville                | 1832    |
| Tuscaloosa County | Tuscaloosa               | 1818    |
| Walker County     | Jasper                   | 1823    |
| Washington County | Chatom                   | 1800    |
| Wilcox County     | Camden                   | 1819    |
| Winston County    | Double Springs           | 1850    |